# تيتو رودريغوس
تيتو رودريغوس هو منافس ألعاب قوى سورينامي، ولد في 30 ديسمبر 1965 في سورينام.

## وصلات خارجية
- تيتو رودريغوس على موقع أوليمبيديا (الإنجليزية)